# Swornegacie

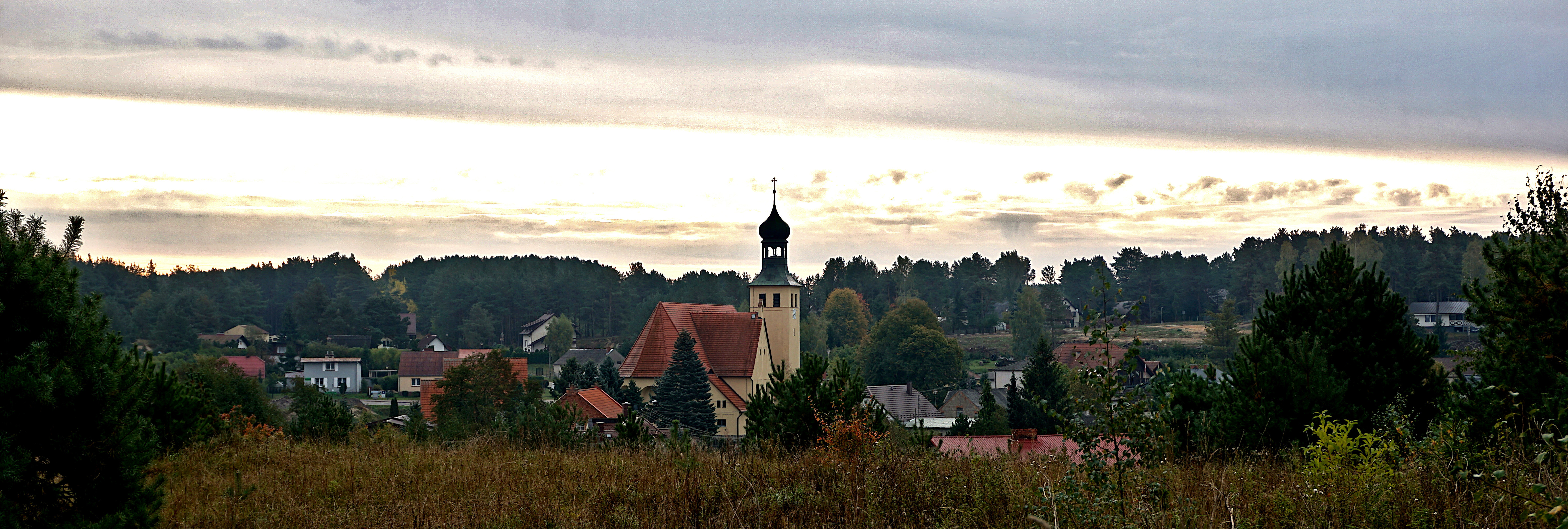
Blick auf Schwornegatz

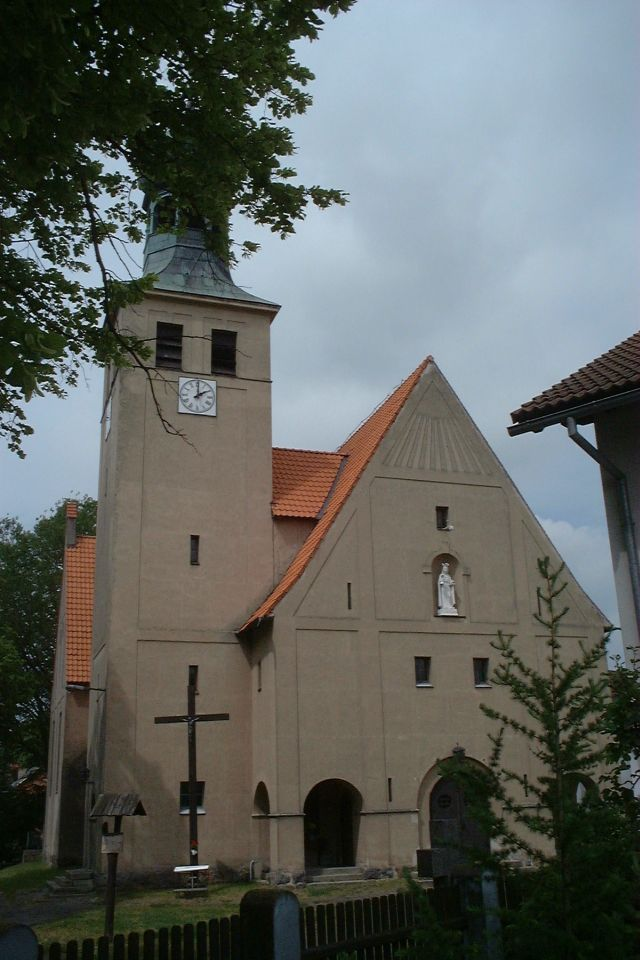
St.-Barbara-Kirche

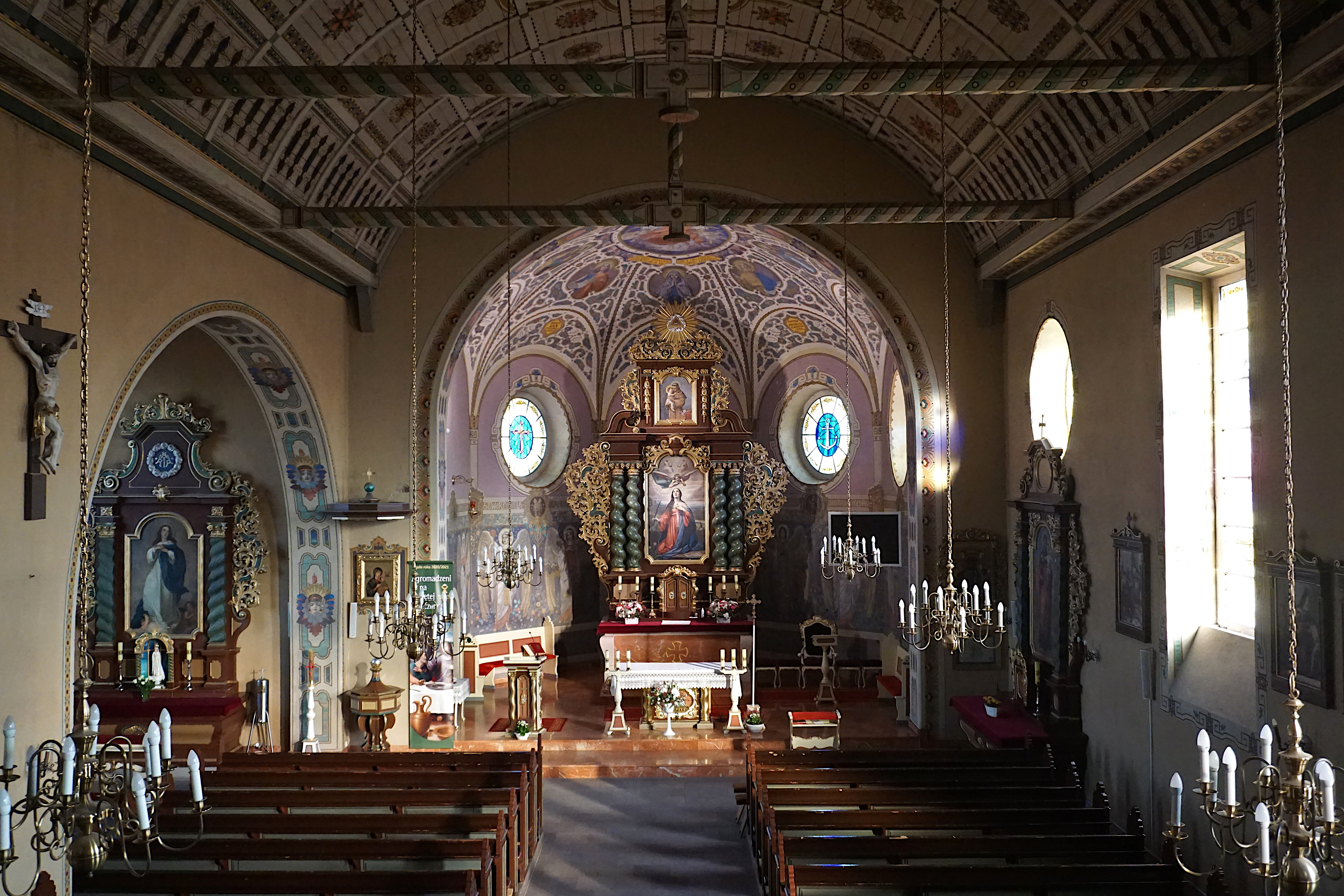
In der St.-Barbara-Kirche

Swornegacie (deutsch Schwornigatz, kaschubisch: Swòrnégace) ist ein polnisches Dorf im Südwesten der Woiwodschaft Pommern, das verwaltungsmäßig in die Landgemeinde Chojnice eingegliedert ist.

## Geografie
Das Dorf liegt 19 Kilometer nördlich von Chojnice (Konitz) am Fluss Brda (Brahe) und am Ufer des 648 Hektar großen Jeziora Karsińskie (Karschinsee). Der Ort gehört zum Gebiet der Kaschubischen Schweiz am Übergang der nördlich gelegenen Kaschubischen Seenplatten zur Tucheler Heide. Swornegacie hat keinen Bahnanschluss und liegt an der Woiwodschaftsstraße 236, die es mit seinen größeren Nachbarorten Konarzyny (Konarzin) und Brusy (Bruß) verbindet. In Brusy besteht Anschluss an die Wojewodschaftsstraße 235 (Droga wojewódzka 235) Chojnice - Korne (Kornen).

## Geschichte
Die erste urkundliche Erwähnung stammt aus einer Urkunde von Papst Gregor X. vom 15. Juli 1272, mit der das Dorf den Bischöfen von Kulm unterstellt wurde. Die geistliche Versorgung oblag den Zisterziensermönchen, die in Kulm ein Kloster betrieben. Die weltliche Herrschaft übten zu dieser Zeit die Herzöge von Pomerellen aus. Die offizielle Ortsgründung veranlasste 1291 Herzog Mestwin II., der zum Gründungsakt persönlich im Ort erschienen war.
Ende des 13. Jahrhunderts eroberte der Deutsche Orden Pomerellen und erhielt mit dem Vertrag von Soldin 1309 die südlichen Landesteile, zu denen auch Swornegacie gehörte. Es ist anzunehmen, dass sich infolge der Besiedlungspolitik des Ordens danach im Dorf deutsche Einwanderer niederließen und ihm den deutschen Namen Schwornigatz gaben. Der Orden unterstellte den Ort verwaltungsmäßig seiner Komturei Tuchel. Der Komtur Johann von Streifen verlieh am 22. Dezember 1400 einem Bernhard Schonhayn und seinen Nachkommen das Recht, einen Krug zu betreiben.
Nach der Niederlage des Ordens gegen Polen, die mit dem 2. Thorner Frieden von 1466 besiegelt wurde, kam das Dorf unter polnische Herrschaft und wurde dem Gut Kosobudzki zugeordnet. Berichte aus dem 16. Jahrhundert belegen, dass es zu dieser Zeit eine Pfarrschule im Ort gab. In einem Visitationsbericht von 1695 wurde eine hölzerne Pfarrkirche erwähnt, die den Heiligen Johannes der Täufer und Bartholomäus geweiht war. 1617 wurde die Selbständigkeit des Pfarrbezirks aufgehoben und Swornegacie der Pfarrgemeinde Konarcyny unterstellt.
Mit der zweiten polnischen Teilung von 1772 kam das Dorf unter die Herrschaft Preußens. Nun wieder Schwornigatz genannt wurde es im Zuge der preußischen Verwaltungsreform am 1. April 1818 dem Kreis Konitz in der Provinz Westpreußen zugeteilt. 1874 kam Schwornigatz zusammen mit weiteren sechs Landgemeinden und Gutsbezirken zum neu gebildeten Amtsbezirk Groß Chelm. Die Zahl der Einwohner betrug 1910 1.393, die überwiegend in hölzernen, strohgedeckten Hütten lebten. Sie lebten hauptsächlich von der Landwirtschaft, daneben auch als Fischer und Waldarbeiter. 1916 wurde eine neue Kirche aus Stein errichtet, die der Heiligen Barbara geweiht wurde. Die alte Holzkirche kam in das kaschubische Freilichtmuseum nach Wdzydze Kiszewskie.
Als nach dem Ersten Weltkrieg große Teile Westpreußens infolge des Versailler Vertrages am 10. Januar 1920 an Polen abgegeben werden mussten, wurde auch Schwornigatz wieder polnisch. Im September 1939 besetzte die deutsche Wehrmacht den Ort, der am 26. Oktober 1939 völkerrechtswidrig vom Deutschen Reich annektiert wurde. 1942 wurde die Ortsbezeichnung in Schwarnegast abgeändert. Im Verlauf des Zweiten Weltkrieges wurde das Gebiet um das Dorf zum Truppenübungsplatz ausgebaut, und die Dorfbewohner umgesiedelt. Während einer Militärübung brach im Dorf ein Feuer aus, das einen Teil der Häuser zerstörte. Im März 1945 wurde Schwarnegast von der Sowjetarmee besetzt und im gleichen Jahr der polnischen Verwaltung übergeben.
Zunächst bestand Zweifel, ob das stark zerstörte Dorf wieder aufgebaut werden sollte, und es gab Pläne, das ganze Gebiet aufzuforsten. Schließlich wurde der nun wieder Swornegacie genannte Ort doch wieder aufgebaut. 1962 brach wieder ein Feuer aus, dem die letzten Holzhäuser zum Opfer fielen. Im gleichen Jahr wurde Swornegacie an die Stromversorgung angeschlossen. 1966 wurde der Schule ein Internat angeschlossen, für das 1988 ein neues Gebäude errichtet wurde. Nach dem Ende der Volksrepublik Polen 1990 wurde damit begonnen, die Infrastruktur des Dorfes zu modernisieren. Es wurden eine zentrale Wasserversorgung und die Kanalisation eingerichtet und ein flächendeckendes Telefonnetz installiert.

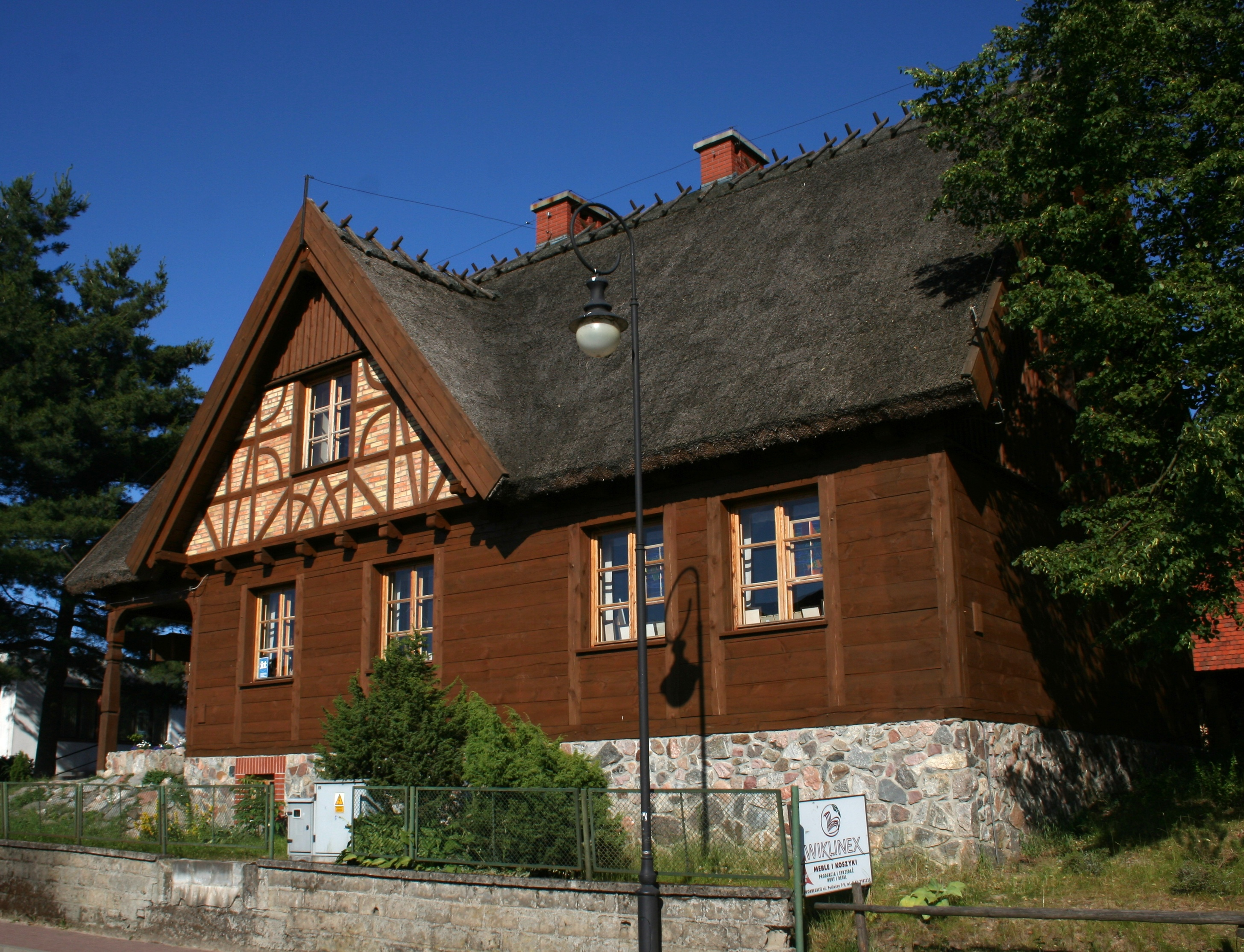
Kaschubisches Volkshandwerk-Haus

In 2005 wurde das Kaschubische Volkshandwerk-Haus (Kaszubski Dom Rękodzieła Ludowego) gegründet. Es zeigte Erinnerungsstücke und Kulturgüter kaschubischer Dörfer. Es sind Werkzeuge und Geräte zu sehen, die früher in Landwirtschaft und Haushalt verwendet wurden, außerdem Exponate der Volkskunst.

## Söhne und Töchter des Ortes
- Johann Ollik (* 12. Juli 1905 in Schwornigatz; † 10. Januar 1945 in Weimar), deutscher Widerstandskämpfer